# Tricholathys cascadea
Espèce
Tricholathys cascadea est une espèce d'araignées aranéomorphes de la famille des Argyronetidae.

## Distribution
Cette espèce est endémique d'Oregon aux États-Unis,. Elle se rencontre dans le comté de Jefferson.

## Description
La femelle holotype mesure 2,00 mm, sa carapace mesure 0,80 mm de long sur 0,60 mm de large et son abdomen 1,20 mm de long sur 0,75 mm de large.

## Systématique et taxinomie
Cette espèce a été décrite par Chamberlin et Gertsch en 1958.

## Publication originale
- Chamberlin & Gertsch, 1958 : « The spider family Dictynidae in America north of Mexico. » Bulletin of the American Museum of Natural History, no 116, p. 1-152 (texte intégral).